# Kennemerlands
Het Kennemerlands is een Nederlands dialect dat wordt gesproken in enkele delen van Noord-Holland.
Het is waarschijnlijk ontstaan uit de wisselwerking tussen de West-Friese vissersbevolking en de Hollandse bevolking van Kennemerland in de middeleeuwen. Het dialect schippert tussen het Zuid-Hollands en het West-Fries.
Het Kennemerlands wordt vooral in de huidige regio's Zuid-Kennemerland (rond Haarlem) en Midden-Kennemerland (Beverwijk/Heemskerk) gesproken. In laatstgenoemde regio heeft het dialect sterkere overeenkomsten met het naburige West-Fries en Zaans dan in de eerstgenoemde regio.